# International Champions Cup
La International Champions Cup fue un torneo de clubes organizado anualmente por la empresa estadounidense Relevent Sports Group, el cual reúne a los mejores clubes del mundo y sirve como preparación de los mismos de cara a la próxima temporada futbolística. Fue disputado por primera vez en el 2009 con el nombre de World Football Challenge, el cual conservaría hasta 2013 cuando se renombro al actual. 
La competencia se juega en verano (por lo general entre los meses de julio y agosto) en distintas partes del mundo como Estados Unidos, Europa o Asia. En ella participan un total de entre 12 a 18 clubes, los cuales disputan de 2 a 4 partidos cada uno, donde el equipo mejor ubicado en la tabla general al finalizar todos los encuentros se proclama campeón. En caso de empate después de los 90 minutos reglamentarios, se ejecuta una tanda de penaltis en donde el ganador de esta obtendrá 2 puntos, mientras que al perdedor solo se le otorgara 1 unidad. Debido a la cantidad de clubes reconocidos que participan en el, se le considera uno de los torneos más atractivos e importantes de los meses en los que se disputa.

## Historia
La competencia fue creada en el año 2009 bajo el nombre de World Football Challenge, y en su primera edición participaron cuatro equipos: Chelsea F.C., A.C. Milan, Inter de Milán y el Club América de México. El campeonato se disputó con un sistema de todos contra todos en distintas ciudades de Estados Unidos. El Chelsea se consagró como el primer campeón en la historia del torneo al obtener 15 puntos en la tabla final, seguido del Club América con 8. Cabe aclarar que además de la asignación tradicional de puntos (3 por partido ganado y 0 por partido perdido), en caso de empate se ejecutaba una tanda de penaltis donde el ganador obtenía 2 puntos y el perdedor 1 unidad. Además, hasta 2012 (cuando cambio de nombre y formato) otorgó un punto adicional por cada gol anotado en el tiempo regular (máximo 3 goles).  
Originalmente se planeo celebrar la segunda edición al año siguiente, sin embargo, esta terminó siendo aplazada debido a que en esas fechas se realizaría la Copa Mundial de Fútbol de 2010 en Sudáfrica.
Su regreso se dio en 2011 integrando por primera vez a equipos de la MLS. A diferencia de su edición inaugural, en esta ocasión hubo una mayor cantidad de partidos debido al aumento de participantes a 13. El Real Madrid consiguió su primer título en el certamen al liderar la tabla general con 17 unidades.
En 2012 el equipo madrileño se convirtió en el primer bicampeón de la competencia, cosechando 22 puntos tras ganar sus 4 juegos. Este torneo provocó que en futuras ediciones el formato se tuviera que cambiar, ya que algunos equipos no disputaban la misma cantidad de partidos que sus rivales. Un ejemplo es el del Liverpool, el cual encaro únicamente 2 encuentros en todo el campeonato.
En 2013, los organizadores decidieron renombrar el torneo a International Champions Cup, además (como se mencionó anteriormente) de hacer un cambio en el sistema de competencia. Para esta edición se dividió a los ocho equipos participantes (Chelsea, Everton, AC Milan, Inter de Milán, Juventus, Real Madrid, Valencia y Los Angeles Galaxy) en dos conferencias dependiendo de su zona geográfica (Este y Oeste), emulando el formato con el que se desarrollan las principales competencias norteamericanas. Al final, los dos líderes de cada conferencia disputaron la final en el recinto multideportivo Sun Life Stadium localizado en la ciudad de Miami. En ella se enfrentaron el Real Madrid contra Chelsea, en donde el cuadro merengue obtuvo su tercer título consecutivo venciendo por 3-1.
A partir de 2015 el campeonato se dividió por regiones, siendo la primera edición celebrada en varios países a nivel mundial, teniendo en cada una un campeón diferente. La primera competición tuvo lugar en Australia, donde el Real Madrid sumó su cuarto título en el certamen por encima del AS Roma y el Manchester City. El segundo torneo fue en China, nuevamente el cuadro merengue se consagró (5° título) al cosechar 5 puntos en 2 encuentros. Finalmente, en la zona de Norteamérica y Europa el vencedor fue el Paris Saint-Germain al alcanzar 10 puntos en 4 partidos disputados. En 2017, Singapur reemplazó a Australia como una de las tres zonas del campeonato.
Para el 2018 nuevamente se cambió el sistema de competencia, remplazando los torneos regionales por un sistema de liga donde cada equipo jugaría un total de 3 partidos. Al finalizar los encuentros, el club mejor posicionado en la tabla general se proclamaría como el único campeón del certamen. Bajo este formato se han coronado 2 equipos: Tottenham Hotspur (2018) y Benfica (2019).   
La edición 2020 fue cancelada como consecuencia de la Pandemia de COVID-19. Se pensaba que el certamen regresaría en 2021 o 2022, sin embargo, hasta el momento no hay información al respecto sobre cuando se pueda volver a disputar. 

### Historial
Incluye el World Football Challenge (competición antecesora) y la International Champions Cup (competencia actual).
| Temporada                   | Campeón                                                                                                 | Subcampeón                                                                          | Notas                               |
| World Football Challenge    | World Football Challenge                                                                                | World Football Challenge                                                            | World Football Challenge            |
| --------------------------- | --- | ----------------------------------------------------------------------------------- | ----------------------------------- |
| 2009                        | Chelsea F. C.                                                                                           | C. F. América                                                                       |                                     |
| 2010                        | No disputada                                                                                            | No disputada                                                                        |                                     |
| 2011                        | Real Madrid C. F.                                                                                       | Manchester United F. C.                                                             |                                     |
| 2012                        | Real Madrid C. F.                                                                                       | Chelsea F. C.                                                                       |                                     |
| International Champions Cup | |                                                                                     |                                     |
| 2013                        | Real Madrid C. F.                                                                                       | Chelsea F. C.                                                                       |                                     |
| 2014                        | Manchester United F. C.                                                                                 | Liverpool F. C.                                                                     |                                     |
| 2015                        | Real Madrid C. F. (Australia) Real Madrid C. F. (China) Paris Saint-Germain F. C. (Norteamérica-Europa) | A. S. Roma (Australia) A. C. Milan (China) New York Red Bulls (Norteamérica-Europa) |                                     |
| 2016                        | Juventus F. C. (Australia) Paris Saint-Germain F. C. (EUA-Europa)                                       | Atlético de Madrid (Australia) Liverpool F. C. (EUA-Europa)                         | Campeonato de la zona China vacante |
| 2017                        | F. C. Barcelona (EUA) F. C. Internazionale (Singapur)                                                   | Manchester City F. C. (EUA) F. C. Bayern (Singapur)                                 | Campeonato de la zona China vacante |
| 2018                        | Tottenham Hotspur F. C.                                                                                 | B. V. Borussia                                                                      |                                     |
| 2019                        | S. L. Benfica                                                                                           | Atlético de Madrid                                                                  |                                     |
| 2020                        | Cancelada                                                                                               | Cancelada                                                                           |                                     |

## Palmarés
| Equipo                    | Títulos | Subtítulos | Años campeonatos                              | Años subcampeonatos      |
| ------------------------- | ------- | ---------- | --------------------------------------------- | ------------------------ |
| Real Madrid C. F.         | 5       | -          | 2011, 2012, 2013, 2015 Australia y 2015 China |                          |
| Paris Saint-Germain F. C. | 2       | -          | 2015 Norteamérica-Europa y 2016 USA-Europa    |                          |
| Chelsea F. C.             | 1       | 2          | 2009                                          | 2012 y 2013              |
| Manchester United F. C.   | 1       | 1          | 2014                                          | 2011                     |
| Juventus F. C.            | 1       | -          | 2016 Australia                                |                          |
| F. C. Internazionale      | 1       | -          | 2017 Singapur                                 |                          |
| F. C. Barcelona           | 1       | -          | 2017 USA                                      |                          |
| Tottenham Hotspur F. C.   | 1       | -          | 2018                                          |                          |
| S. L. Benfica             | 1       | -          | 2019                                          |                          |
| Liverpool F. C.           | -       | 2          |                                               | 2014 y 2016 USA-Europa   |
| Atlético de Madrid        | -       | 2          |                                               | 2016 Australia y 2019    |
| C. F. América             | -       | 1          |                                               | 2009                     |
| A. S. Roma                | -       | 1          |                                               | 2015 Australia           |
| A. C. Milan               | -       | 1          |                                               | 2015 China               |
| New York Red Bulls        | -       | 1          |                                               | 2015 Norteamérica-Europa |
| F. C. Bayern              | -       | 1          |                                               | 2017 Singapur            |
| Manchester City F. C.     | -       | 1          |                                               | 2017 USA                 |
| B. V. Borussia            | -       | 1          |                                               | 2018                     |

### Títulos por país
| País           | Títulos | Subtítulos | Clubes Campeones                                                             | Clubes Subcampeones                                                                             |  |
| -------------- | ------- | ---------- | ---------------------------------------------------------------------------- | ----------------------------------------------------------------------------------------------- |  |
| España         | 6       | 2          | Real Madrid C. F. (5) y F. C. Barcelona (1)                                  | Atlético de Madrid (2)                                                                          |  |
| Inglaterra     | 3       | 6          | Chelsea F. C. (1), Manchester United F. C. (1) y Tottenham Hotspur F. C. (1) | Manchester United F. C. (1), Chelsea F. C. (2), Liverpool F. C. (2) y Manchester City F. C. (1) |  |
| Italia         | 2       | 2          | Juventus F. C. (1) y F. C. Internazionale (1)                                | A. S. Roma (1) y A. C. Milan (1)                                                                |  |
| Francia        | 2       | -          | Paris Saint-Germain F. C. (2)                                                | -                                                                                               |  |
| Portugal       | 1       | -          | S. L. Benfica (1)                                                            | -                                                                                               |  |
| Alemania       | -       | 2          |                                                                              | F. C. Bayern (1) y B. V. Borussia (1)                                                           |  |
| Estados Unidos | -       | 1          |                                                                              | New York Red Bulls (1)                                                                          |  |
| México         | -       | 1          |                                                                              | C. F. América (1)                                                                               |  |

Datos actualizados: 27 de julio de 2019

## Goleadores por edición
| Edición | Jugador             | Equipo                | Goles |
| ------- | ------------------- | --------------------- | ----- |
| 2009    | Didier Drogba       | Chelsea F. C.         |       |
| 2009    | Diego Milito        | F. C. Internazionale  | 2     |
| 2011    | Cristiano Ronaldo   | Real Madrid C. F.     | 4     |
| 2012    | José Callejón       | Real Madrid C. F.     | 3     |
| 2013    | Cristiano Ronaldo   | Real Madrid C. F.     | 3     |
| 2014    | Stevan Jovetić      | Manchester City F. C. | 5     |
| 2015    | Robbie Keane        | Los Angeles Galaxy    | 4     |
| 2016    | Marcelo Vieira      | Real Madrid C. F.     | 3     |
| 2017    | Neymar              | F. C. Barcelona       | 3     |
| 2018    | Alexandre Lacazette | Arsenal F. C.         | 3     |
| 2018    | Marco Asensio       | Real Madrid C. F.     | 3     |
| 2019    | Diego Costa         | Atlético de Madrid    | 4     |

### Máximos goleadores históricos
Incluye los goleadores del World Football Challenge (competición antecesora) y la International Champions Cup.
Actualizado a la edición 2019.
| Pos. | Jugador           | Equipo                | Goles |
| 1    | Cristiano Ronaldo | Real Madrid C. F.     | 8     |
| 2    | José Callejón     | Real Madrid C. F.     | 5     |
| =    | Stevan Jovetić    | Manchester City F. C. | 5     |
| 4    | Robbie Keane      | Los Angeles Galaxy    | 4     |
| =    | Diego Costa       | Atlético de Madrid    | 4     |

## International Champions Cup Femenina
En 2018 los organizadores anunciaron la creación de la International Champions Cup femenina. Contó con cuatro equipos en su primera edición: North Carolina Courage, Olympique de Lyon, Manchester City y Paris Saint-Germain, los cuales jugaron un Final Four compuesto por semifinales, partido por el tercer puesto y final. En caso de empate después de los 90 minutos reglamentarios, se ejecutó una tanda de penaltis para decidir al ganador. El North Carolina Courage venció al Olympique de Lyon por 1 a 0 en la final disputada en el Hard Rock Stadium de la ciudad de Miami, convirtiéndose en el primer campeón del certamen.
En 2019 el Olympique de Lyon obtuvo su revancha derrotando al North Carolina Courage por 1 a 0 en el WakeMed Soccer Park de Cary, siendo la primera vez que un equipo europeo se alzaba con el título.
La edición de 2020 fue cancelada como consecuencia de la Pandemia de COVID-19. Sin embargo, a diferencia del torneo masculino, este se siguió disputando posteriormente en 2021 y 2022 (ambos en la ciudad de Portland), siendo los campeones Portland Thorns (1° título) y Olympique de Lyon (2° título) respectivamente.

### Resultados por año
| Edición | Sede                      | Equipos      | Campeón                | Resultado    | Subcampeón             |                 | Tercer puesto | Resultado           | Cuarto puesto   |
| ------- | ------------------------- | ------------ | ---------------------- | ------------ | ---------------------- | --------------- | ------------- | ------------------- | --------------- |
| 2018    | Hard Rock Stadium, Miami  | 4            | North Carolina Courage | 1–0          | Olympique de Lyon      | Manchester City | 2–1           | Paris Saint-Germain |                 |
| 2019    | WakeMed Soccer Park, Cary | 4            | Olympique de Lyon      | 1–0          | North Carolina Courage | Manchester City | 3–2           | Atlético de Madrid  |                 |
| 2020    | No disputada              | No disputada | No disputada           | No disputada | No disputada           |                 |               |                     |                 |
| 2021    | Providence Park, Portland | 4            | Portland Thorns        | 1–0          | Olympique de Lyon      | Barcelona       | 3–2           | Houston Dash        |                 |
| 2022    | Providence Park, Portland | 4            | Olympique de Lyon      | 4–0          | Monterrey              |                 | Chelsea       | 1–0                 | Portland Thorns |